# 異尾盤唇鱨
異尾盤唇鱨為輻鰭魚綱鯰形目倒立鯰科的其中一種，為熱帶淡水魚，被IUCN列為瀕危保育類動物，分布於非洲Rusizi河流域，體長可達76公分，棲息在沙石底質、水流快速的溪流底中層水域，生活習性不明。

## 扩展阅读
維基物種上的相關：異尾盤唇鱨